# Claudio Martínez Mehner
Claudio Martínez Mehner (né à Brême en 1970) est un pianiste classique et professeur espagnol,.

## Biographie
Martínez Mehner étudie au Real Conservatorio Superior de Música de Madrid, à l'école supérieure de musique Reine-Sophie à Madrid, au Peabody Institute, au conservatoire Tchaïkovski de Moscou, auprès de la fondation internationale de piano Theo Lieven (en) et à l'Université de musique de Fribourg. En 1990, il est finaliste du concours international de piano Paloma O'Shea ; Deux ans plus tard, il remporte le premier prix du concours de piano Pilar Bayona (en).
Spécialiste de musique de chambre, il a enregistré avec le quatuor Casals. En tant que soliste, il a joué avec l'Orchestre philharmonique de Munich, l'Orchestre philharmonique de Moscou, l'Orchestre de la Scala, le Scottish Chamber Orchestra, l'Orchestre philharmonique de Prague, l'Orchestre de la Suisse italienne, l'Orchestre symphonique de la NDR et la plupart des principaux orchestres espagnols,.
Après avoir interrompu sa carrière sur scène pendant sept ans pour se remettre d'une blessure, il a recommencé à se produire comme soliste et en récital.
Martínez occupe un poste de professeur au Conervatorio Superior de Música de Aragón et sert comme assistant de Dmitri Bashkirov  à l'école supérieure de musique Reine-Sophie,.

## Source de la traduction
- (en) Cet article est partiellement ou en totalité issu de l’article de Wikipédia en anglais intitulé « Claudio Martínez Mehner » (voir la liste des auteurs).